# Stillingia oppositifolia
Stillingia oppositifolia är en törelväxtart som beskrevs av Henri Ernest Baillon och Johannes Müller Argoviensis. Stillingia oppositifolia ingår i släktet Stillingia och familjen törelväxter. Inga underarter finns listade i Catalogue of Life.